# جائزة هولندا الكبرى 1950
جائزة هولندا الكبرى 1950 هو سباق فورمولا 1
أقيم بتاريخ 23 يوليو 1950 في حلبة بارك زانتفورت، هولندا، وأحد سباقات بطولة العالم لسباقات الفورمولا واحد موسم 1950، وكان أول المنطلقين Raymond Sommer ‏.
فاز بالمركز الأول  لويس روزيه، وكان صاحب أسرع لفة Raymond Sommer ‏.